# Рио Фърдинанд
Рио Гейвин Фърдинанд (на английски: Rio Gavin Ferdinand) е бивш английски футболист, защитник.

## Кариера
Роден е на 7 ноември 1978 г. в Лондон. Рио започва да тренира, докато е ученик – първо в Елтъм Таун, а по-късно в школата на Уест Хем, където тренира заедно с Франк Лампард. Първият му професионален мач е на 5 май 1996 г. Шефийлд Уенсди. През сезон 1997/98, когато е само на 20 години, печели титлата „чук на годината".
През ноември 2000 г. е трансфериран в тима на Лийдс за сумата от 18 милиона паунда, което тогава е британски рекорд и той става най-скъпият защитник. От август 2001 г. е капитан на отбора.
На 22 юли 2002 г. преминава в отбора на Манчестър Юнайтед, подписвайки петгодишен договор. Трансферната сума – 30 милиона паунда – го прави най-скъпият футболист в Англия и най-скъпият защитник в света. През първия си сезон представянето му е добро, но не и блестящо. На 23 септември 2003 г. той трябва да се яви на допинг тест, но не го прави. По-късно обяснява отсъствието си с това, че е бил прекалено зает с настаняването си в нова къща, а направеният ден по-късно тест не показва употребата на забранени вещества. Дисциплинарната комисия не приема обяснението му и му налага глоба от 50 хиляди паунда и му забранява да играе за срок от 8 месеца както на клубно, така и на международно ниво. Затова пропуска по-голямата част от сезона и Европейското първенство в Португалия през 2004 година. Кариерата му в Юнайтед е успешна и той става пет пъти шампион на Англия и веднъж печели Шампионската лига. По това време Рио се превръща в един от най-добрите защитници в света. Също така е прословуто и партньорството му с Неманя Видич в центъра на отбраната и може би в това се крият успехите на Манчестър Юнайтед.
За Англия Фърдинанд дебютира на 15 ноември 1997 г., когато влиза като смяна в мача срещу Камерун, превръщайки се в най-младия защитник, играл за Англия със своите 19 години и 8 дни (впоследствие рекордът му е подобрен от Майка Ричардс). Избран е в разширения състав за Световното във Франция през 1998 г., но е изваден от отбора в последния момент, след като е заловен да шофира пиян. Все пак Фърдинанд е повикан и участва на финалите през 2002 и Световното в Германия през 2006 г. На 26 март 2008 г. излиза за първи път с капитанската лента в мача срещу Франция.
В края на сезон 2014/15 Фърдинанд обявява край на своята футболна кариера.

## Личен живот
Родителите му не са сключвали брак и се разделят, когато е на 14 години. Майка му е от ирландско-английски произход, а баща му е от Сейнт Лусия. Има няколко братя и сестри. Защитникът Антон Фърдинанд е негов по-малък брат, а Лес Фърдинанд, който е играл за Куинс Парк Рейнджърс, Нюкасъл, Тотнъм и други, му е братовчед.

## Успехи
Манчестър Юнайтед
- Висша лига – 2002 – 03, 2006 – 07, 2007 – 08

2012/13, 2008 – 09, 2010 – 11
- Карлинг Къп – 2005 – 06, 2008 – 09
- Къмюнити Шийлд – 2003, 2007, 2008, 2011
- Шампионска лига – 2007 – 08
- Световно клубно първенство – 2008